# 哲学家小径 (多伦多)

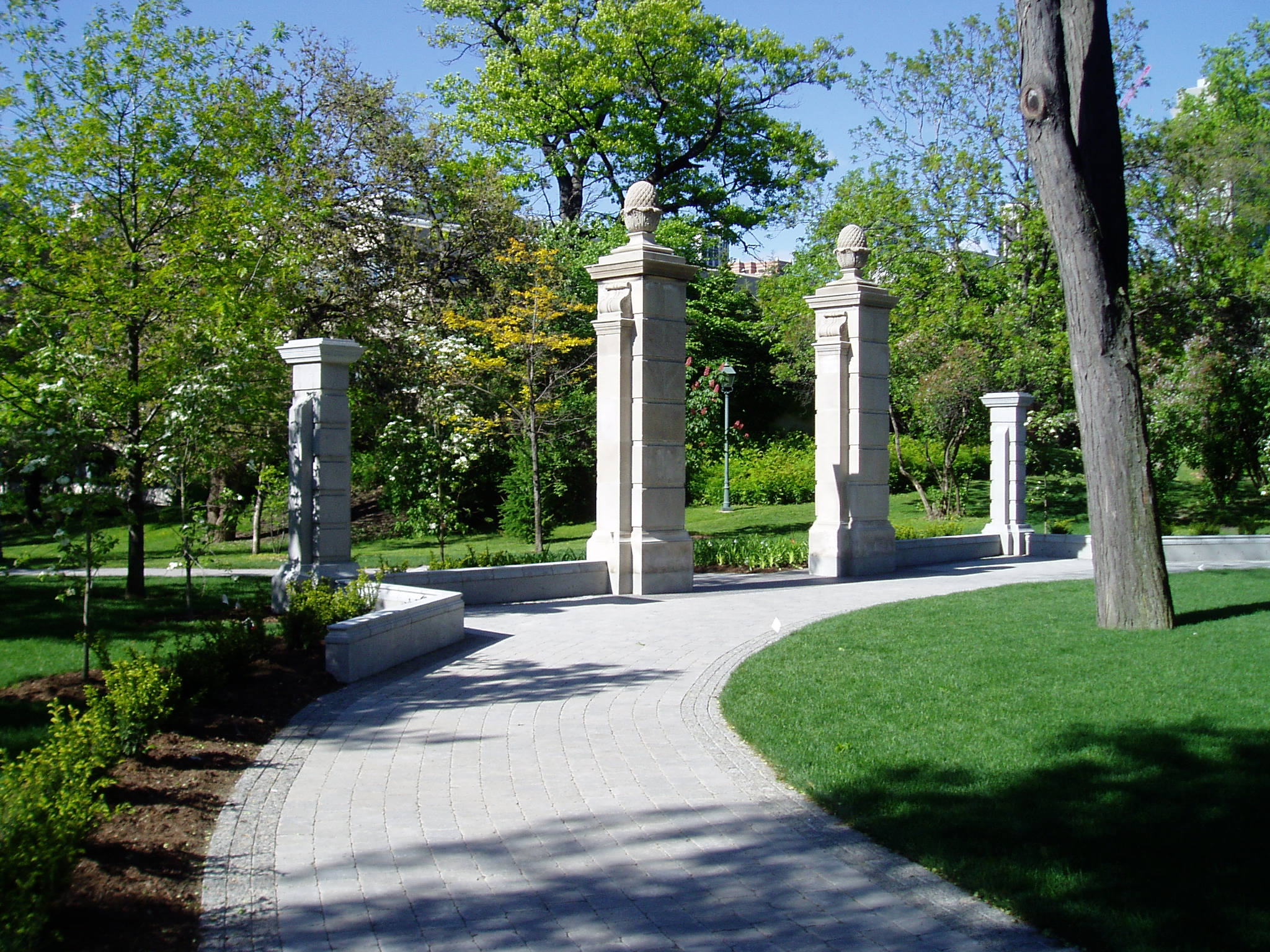
哲学家小径的南部入口

哲学家小径（Philosopher's Walk）是加拿大多伦多一条风景优美的小径，位于多伦多大学市中心校区的校园内。这条小径为南北走向，沿着已经被埋入地下的Taddle溪延伸。哲学家小径沿途有多伦多的几个标志性建筑，如皇家安大略博物馆、皇家音乐学院和三一學院（Trinity College）。
哲学家小径北端的亚历山德拉门最初于1901年建于布魯亞街（Bloor Street）和阿梵奴道（Avenue Road）街角，纪念威尔士亲王、康沃尔公爵乔治和夫人玛丽的来访。E和A两个字母分别代表当时的国王爱德华七世和王后亚历山德拉。1960年阿梵奴道拓宽时，该门被移到哲学家小径。